# Stazione di Santa Croce del Lago
La stazione di Santa Croce del Lago è una stazione ferroviaria posta sulla linea Ponte nelle Alpi-Conegliano. Serve il centro abitato di Santa Croce, frazione del comune di Alpago.

## Storia
La stazione di Santa Croce del Lago entrò in servizio il 24 settembre 1938, all'attivazione della linea da Vittorio Veneto a Ponte nelle Alpi.

## Strutture e impianti
È una stazione ferroviaria, posta fra due gallerie, che serve la zona del lago di Santa Croce.
Il fabbricato viaggiatori è un edificio a pianta rettangolare a due livelli fuori terra. Il lato ferrovia presenta tre porte al piano terra e tre finestre al primo piano, sovrastate da archi a sesto ribassato.
Il piazzale della stazione comprendeva in origine uno scalo merci con annesso magazzino e piano caricatore e un fascio viaggiatori composto da due binari, di cui il primo venne eliminato, quando l'impianto fu trasformato in fermata ferroviaria nel 1994. Dalla stazione si poteva comandare il portone scorrevole della vicina galleria di Fadalto, che veniva chiuso d'inverno nelle ore di assenza di circolazione di treni, per evitare la formazione di ghiaccio nel traforo. Anche la galleria verso Stazione per l'Alpago aveva il portone scorrevole, i cui resti sono ben visibili.
Nel 2010 furono avviati i lavori di riqualificazione che prevedevano il rinnovo dell'armamento con il ripristino del primo binario e la costruzione di due marciapiedi per il servizio viaggiatori e del relativo sottopassaggio. Il 31 maggio dell'anno successivo l'impianto venne riclassificato da fermata a stazione (normalmente impresenziata) con le seguenti caratteristiche:
- piazzale composto da due binari abilitati al servizio viaggiatori, collegati con una coppia di comunicazioni che permettono il passaggio a 60 km/h da un binario all'altro:
  - il primo binario, sul ramo deviato, è adibito a incroci e precedenze;
  - il secondo binario, sul ramo di corretto tracciato, è adibito a transito e sosta;
- doppio segnalamento di protezione e partenza con sei segnali di 1ª categoria e due segnali di avviso;
- apparato centrale elettrico a itinerari (ACEI) telecomandato da Venezia Mestre.

Con la riclassificazione a stazione dell'impianto di Santa Croce del Lago il tratto di linea tra Ponte nelle Alpi-Polpet e Vittorio Veneto venne suddiviso in due sezioni di blocco conta assi (precedentemente era una sezione unica), aumentando la potenzialità della linea ferroviaria.

## Movimento
La stazione è servita da treni regionali svolti da Trenitalia nell'ambito del contratto di servizio stipulato con le regioni interessate. Fino al 2013 vi fermavano sedici corse al giorno; la stazione venne poi chiusa ma, per le proteste, riaperta, anche se i treni effettuanti fermata furono ridotti a otto.
Dal cambio orario di Giugno 2021, le corse che fermano sono aumentate 15 (quelle da e per Venezia).

## Galleria fotografica

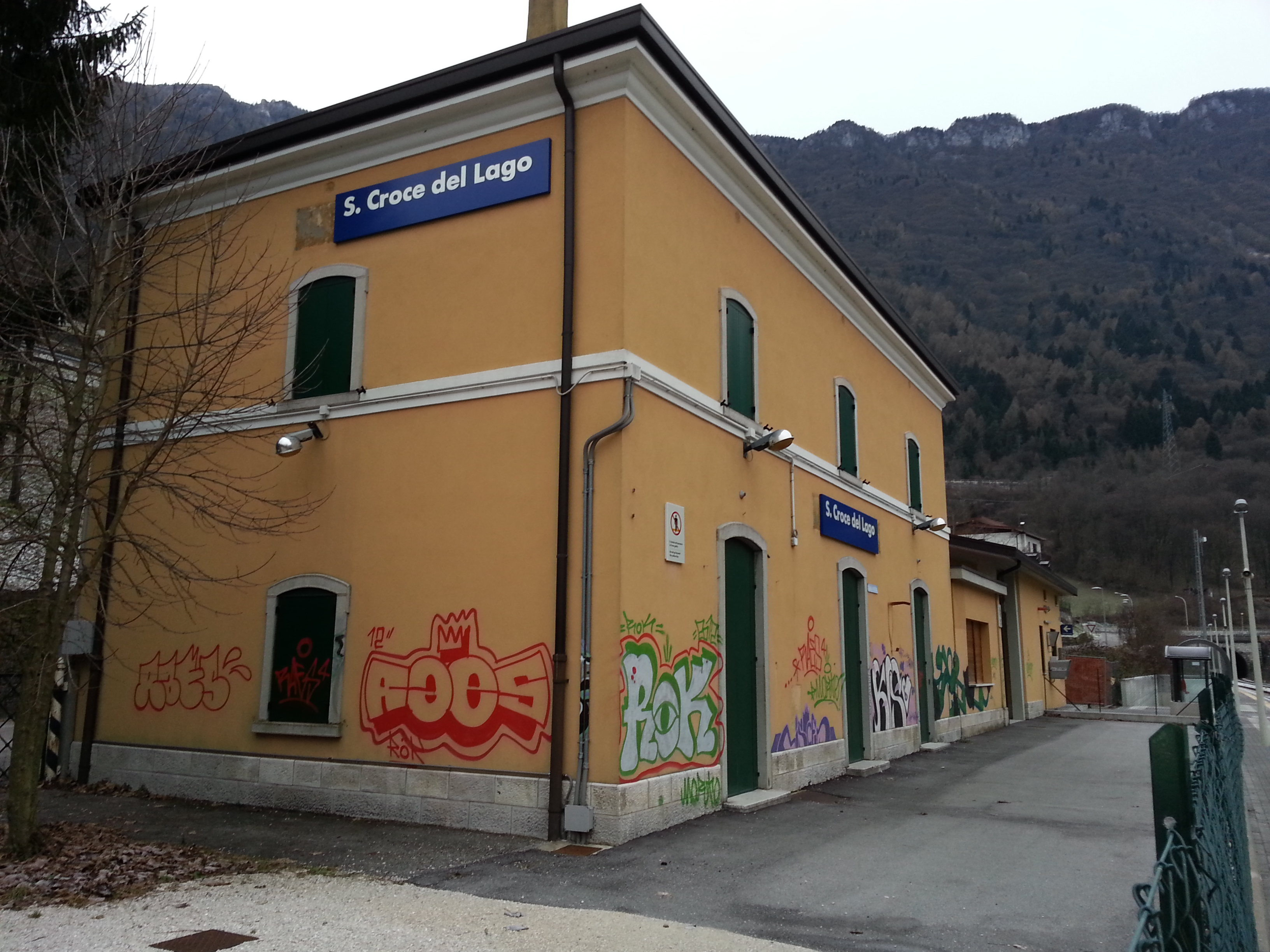
Stazione a Gennaio 2014
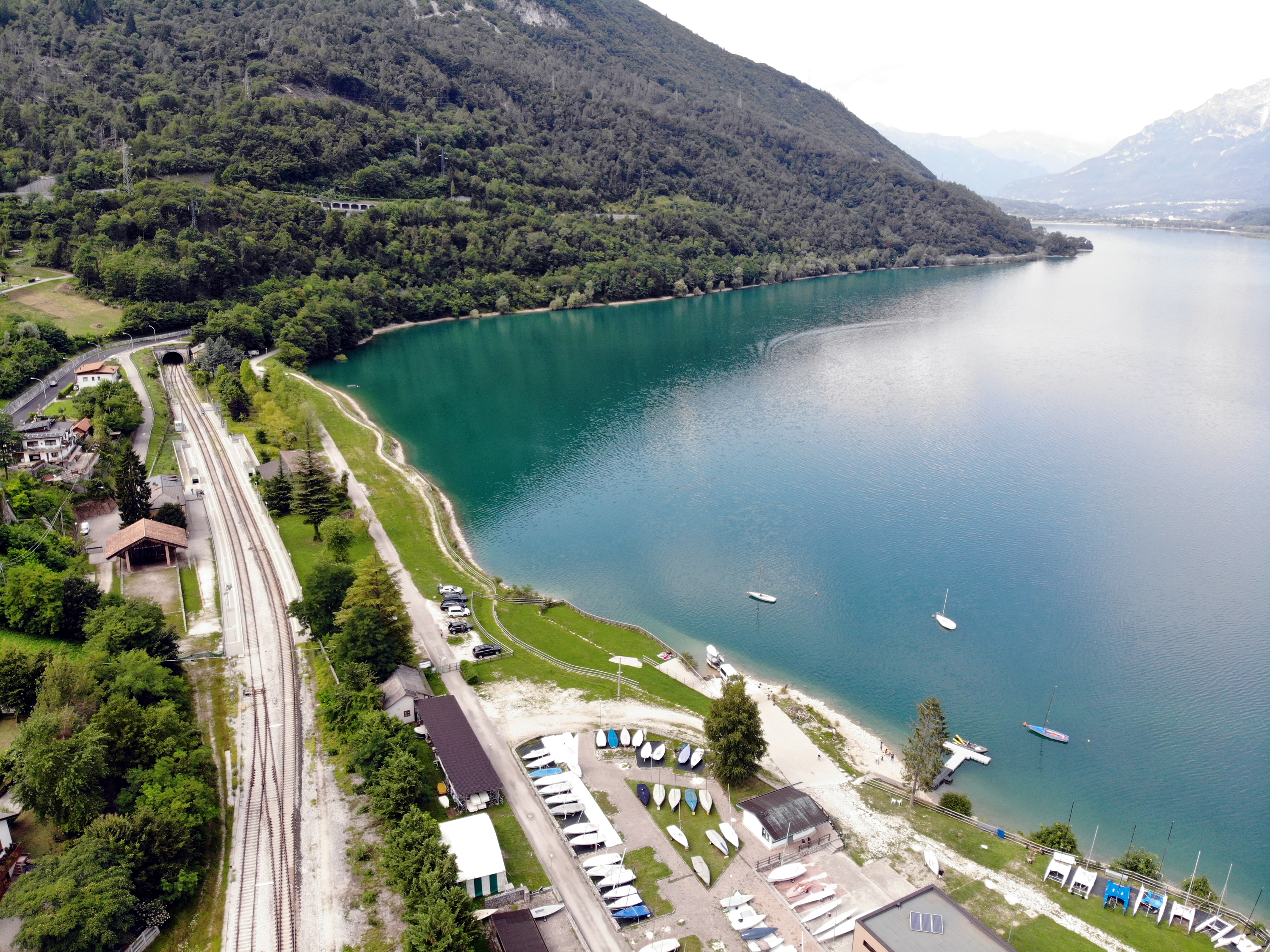
Foto panoramica della stazione e del Lago di Santa Croce